# Sydnee Steele
Sydnee Steele, pseudonimo di Amy Jaynes (Dallas, 23 settembre 1968), è una sessuologa, attivista ed ex attrice pornografica statunitense.

## Biografia e carriera pornografica
Nata a Dallas, figlia di un professore universitario, raccontò in un'intervista a AVN che da piccola era timida e introversa ed era solita nascondersi dietro suo padre quando qualcuno la salutava.
Negli anni novanta, mentre lavorava in un negozio di gioielli, incontrò Michael Raven, un venditore d'auto, che le vendette una Mazda MX-5. Si sposarono, e trovarono interesse comune nella pornografia e negli scambi di coppie, e si trasferirono a Los Angeles per trasformare i loro hobby in carriere. Il matrimonio durò 10 anni e il marito divenne un noto regista pornografico.
La Steele fu introdotta nel mondo del porno da un amico, A.J. Crowell, al tempo direttore del Sundown, una guida di intrattenimento per adulti. Il suo debutto fu in The Queen's Challenge (1997), dove venne dipinta come una zebra per una scena a tre con Anna Malle e Jade St. Clair. Sempre nel 1997 in Flashpoint ha il suo primo ruolo importante nel film diretto da Brad Armstrong, che lei aveva incontrato a un Gentlemen's Expo.
Nella prima parte della sua carriera la Steele si mantenne indipendente, poi iniziò a lavorare per numerose imprese del settore come la Elegant Angel, New Sensations, Sin City, VCA Fotos e Vivid Entertainment.
Nel 2001 firmò un contratto in esclusiva con la Wicked Pictures, convertendosi in una Wicked Girl, e dopo numerosi film iniziarono ad arrivare i premi. La sua pellicola più acclamata, Euphoria, diretta sempre da Armstrong, la portò a vincere l'AVN come miglior attrice nel 2002. L'anno seguente bissò il successo con Falling From Grace, e nel 2004 ancora con Lost And Found. Nel 2004 disse che, essendosi innamorata di un uomo fuori dal mondo del porno, avrebbe svolto solo scene lesbiche, poi nel 2005, lascia definitivamente l'industria del cinema pornografico.
Nel 2007 fu introdotta nella AVN Hall of Fame Nel 2008 ha avuto un'estemporanea esperienza da attrice non pornografica, partecipando a un episodio dello show televisivo Tim and Eric Awesome Show, Great Job!, interpretando Jessica Alba.

## Vita privata
Sydnee Steele dopo il ritiro dal porno ha studiato dal Dr. Patti Britton ed è diventata una terapista sessuale certificata, oltre a questo ha scritto diversi articoli per la rivista Club e ha scritto un libro dal titolo Seducing Your Woman (Burman Books, 1º giugno 2006), libro per uomini che tratta gli aspetti psicologi e pratici della sessualità.

## Riconoscimenti
- AVN Awards
  - 2000 – Best Group Sex Scene (video) per Ultimate Guide To Anal Sex For Women con Nina Hartley, Ava Vincent, Inari Vachs, Chloe, Chandler, Jazmine, Tristan Taormino[8]
  - 2001 – Best Couples Sex Scene (film) per Facade con Bobby Vitale[9]
  - 2001 – Best All-Girl Sex Scene (video) per Dark Angels con Jewel De'Nyle[10]
  - 2002 – Best Actress (video) per Euphoria[11]
  - 2003 – Best Supporting Actress (video) per Breathless[12]
  - 2007 – Hall of Fame[13]
- XRCO Award
  - 2000 – Unsung Siren[14]
  - 2000 – Best Group Sex Scene per Ultimate Guide To Anal Sex For Women con Chloe, Chandler, Inari Vachs, Jazmine, Nina Hartley, Ava Vincent, Tristan Taormino[15]

## Filmografia
- Breastman Goes To Hollywood (1997)
- Buffy Malibu's Nasty Girls 15 (1997)
- California Butt Sluts 2 (1997)
- Dirty Dancers 12 (1997)
- Fan FuXXX 3 (1997)
- Fresh Meat 5 (1997)
- Hot Bods And Tail Pipe 2 (1997)
- Intense Perversions 6 (1997)
- Malibu Nights (1997)
- My Girlfriend's Girlfriends 1 (1997)
- No Man's Land 20 (1997)
- Playback 1 (1997)
- Queen's Challenge (1997)
- S.M.U.T. 1 (1997)
- Sexual Healing (1997)
- Shane's World 11: Pier 69 (1997)
- Sweet Rides 1 (1997)
- Taboo 17 (1997)
- Video Virgins 38 (1997)
- Wet Dreams 1 (1997)
- Amazing Sex Talk 3 (1998)
- American Werewhores (1998)
- Backseat Driver 1 (1998)
- Backseat Driver 5 (1998)
- Behind the Anal Door (1998)
- Big and Busty Covergirls (1998)
- Blowjob Adventures of Dr. Fellatio 9 (1998)
- Blowjob Fantasies 1 (1998)
- Blowjob Fantasies 2 (1998)
- Boogie Girls (1998)
- Booty Duty 3 (1998)
- Brat Pack (1998)
- Buffy Malibu's Nasty Girls 17 (1998)
- California Cocksuckers 3 (1998)
- Cheek to Cheek 3 (1998)
- Curse of the Lesbian Love Goddess (1998)
- Eager Beavers 1 (1998)
- Exile (1998)
- External Explosion (1998)
- Extreme Filth (1998)
- Fever (1998)
- Finally Legal 2 (1998)
- Finger Lickin' Good 3 (1998)
- Flashpoint (1998)
- Flesh Peddlers 4 (1998)
- Fresh (1998)
- Full Moon Fever (1998)
- Heartache (1998)
- Hoboken Rose (1998)
- In Your Face 2 (1998)
- Interracial Fellatio 1 (1998)
- Jiggly Queens 4 (1998)
- Jon Raven's Talkshow (1998)
- KKSS: Katja Kean's Sports Spectacular (1998)
- Knockout (1998)
- Laura (1998)
- Lipstick Lesbians 5: Lesbian Orgy (1998)
- More Precious Than Gold (1998)
- Naked City (1998)
- Penitent Flesh (1998)
- Phoenix Rising (1998)
- Porno Confidential (1998)
- Pornogothic (1998)
- Prey (1998)
- Public Affairs (1998)
- Put Out Or Get Out (1998)
- Rage (1998)
- Red (1998)
- Renegade Women (1998)
- Return Of Tori Welles (1998)
- Secrets And Lies (1998)
- Sex Offenders 1 (1998)
- Shane's World 15: Banana Cream Pie (1998)
- Shattered Vows (1998)
- Small Town Girl (1998)
- Spellbinders (1998)
- Steele-n-Candy (1998)
- Swap Meat Chicks (1998)
- Tails of Perversity 4 (1998)
- Topless Bicycle Riders (1998)
- Toys In The Addic (1998)
- Where The Girls Play 2 (1998)
- Where The Girls Play 3: Pajama Party (1998)
- Wicked Covergirls (1998)
- Wicked Sex Party 1 (1998)
- Winner's Pleasure (1998)
- Xtreme Janine (1998)
- African Heat (1999)
- Ambrosia (1999)
- Babes Illustrated 8 (1999)
- Backseat Driver 11 (1999)
- Bondage 24/7 (1999)
- Bondage Chronicles (1999)
- Bustout (1999)
- Car Wash Angels 2 (1999)
- Carnal Obsession (1999)
- Channel X (1999)
- Clinic (1999)
- Dial "E" For Enema (1999)
- Dirty Little Sex Brats 3 (1999)
- Doc's Best Pops 1 (1999)
- Dream Master (1999)
- Dueling Masters 3 (1999)
- Erotic World of Shayla LaVeaux (1999)
- Escorts (1999)
- Exhibitionist 1 (1999)
- Eye Candy Refocused (1999)
- Final Exam (1999)
- Fire And Ice (1999)
- Four Finger Club 1 (1999)
- Four Finger Club 2 (1999)
- Four Finger Club 3 (1999)
- Four Finger Club 4 (1999)
- Hell On Heels (1999)
- High Heels 'n Hot Wheels (1999)
- Hot Bods And Tail Pipe 12 (1999)
- Hot Copy (1999)
- Infelicity (1999)
- Intimate Expressions (1999)
- Johnny Swinger Show (1999)
- Kissing Game (1999)
- Ladies Night Out 1 (1999)
- Magnum Love (1999)
- Make The Bitches Beg 2 (1999)
- Midas Touch (1999)
- Millennium (1999)
- Mind Fuck (1999)
- Nurses to the Rescue 2 (1999)
- Nymphomercials (1999)
- Only the A-Hole 9 (1999)
- Perfect Pink 4: Wired Pink Gang Bang (1999)
- Perfect Pink 6: Orgy (1999)
- Perfect Smiles (1999)
- Principles Of Lust (1999)
- Raw Footage: Take One (1999)
- Real Bondage The Movie (1999)
- Rocks That Ass 2 (1999)
- Secretary (1999)
- Serenity In Denim (1999)
- Shayla's House Of Bondage (1999)
- Shayla's House Of Bondage 2 (1999)
- Snatch Adams (1999)
- Snatch Video Magazine 2 (1999)
- Spankenstein (1999)
- Spiked Heel Diaries 15 (1999)
- Stop My Ass Is On Fire 3 (1999)
- Sweet Dreams (1999)
- Sydnee Steele Fetish Fantasies (1999)
- To Catch a Cheat (1999)
- Topless Marathon Runner (1999)
- Trash Talking Coeds (1999)
- Trophy (1999)
- Ultimate Exposure (1999)
- Ultimate Guide to Anal Sex for Women 1 Part 2 (1999)
- Ultimate Squirting Machine 3 (1999)
- Very Naughty Angels (1999)
- Victoria Falls (1999)
- Watcher 4 (1999)
- Whispers (1999)
- Wicked Sex Party 2 (1999)
- 7th Heaven (2000)
- Action Sports Sex 7 (2000)
- Addiction (2000)
- Ambition (2000)
- Ass Angels 1 (2000)
- Backseat Driver 14 (2000)
- Best of Perfect Pink 1 (2000)
- Betting On Flesh (2000)
- Binding Contract (2000)
- Blonde Brigade (2000)
- Blue Danube (2000)
- Charlie's Devils 1 (2000)
- Cheat (2000)
- Come Under My Spell (2000)
- Coming of Age 1 (2000)
- Coming of Age 2 (2000)
- Cumback Pussy 34 (2000)
- Cyborgasm (2000)
- Dark Angels (2000)
- Delirium (2000)
- Desire (2000)
- Dirty Deeds Done Dirt Cheap 1 (2000)
- Dream Quest (2000)
- Eager Beavers 2 (2000)
- Ecstasy Girls 1 (2000)
- Erotica (2000)
- Eve's Gift (2000)
- Exhibitionist 2 (2000)
- Exposure (2000)
- Facade (2000)
- Fetish (2000)
- Fetish Island (2000)
- Foot Fetish Fantasies 4 (2000)
- Gen Sex (2000)
- In Style (2000)
- Lipstick (2000)
- Locked Away (2000)
- Marissa (2000)
- Michael Zen's Perversions 1 (2000)
- Michael Zen's Perversions 2 (2000)
- Midsummer Night's Cream (2000)
- Mirage (2000)
- Morgan Sex Project 2 (2000)
- Mummified (2000)
- Oral Adventures Of Craven Moorehead 2 (2000)
- Paradise Hole (2000)
- Puritan Magazine 26 (2000)
- Pussy Wars 2: Inside Asta (2000)
- Red Scarlet (2000)
- Sea Sluts 5 (2000)
- Secret Party (2000)
- Sex Across America 2 (2000)
- Sex At Six (2000)
- Sexevil (2000)
- Shock Therapy (2000)
- Silent Echoes (2000)
- Sinister Secretary (2000)
- Sins of the Flesh (2000)
- Six Degrees Of Seduction 3 (2000)
- Smoker (2000)
- Snob Hill (2000)
- Sodomy on the Menu (2000)
- Sorority Sex Kittens 4 (2000)
- Sorority Sex Kittens 5 (2000)
- Sorority Shower Cam (2000)
- Spiked Heel Diaries 16 (2000)
- Sydnee Steele's Stocking Tease (2000)
- Taxi Dancer (2000)
- Torrid Zone (2000)
- Visage (2000)
- Wages of Sin (2000)
- Watcher 8 (2000)
- Watchers (2000)
- Wild Thing (2000)
- Wolf's Tail (2000)
- Women In Control (2000)
- Working Girl (2000)
- Adult Video News Awards 2001 (2001)
- Angels (2001)
- Beauty and the Bitch (2001)
- Blow Hard (2001)
- Blowjob Fantasies 13 (2001)
- California Sex Patrol (2001)
- Chances (2001)
- Desire (2001)
- Eager Beavers (2001)
- Eager Beavers 3 (2001)
- Euphoria (2001)
- Flesh Peddlers 9 (2001)
- Foot Fetish Fantasies 5 (2001)
- Gate (2001)
- Hotel Tales (2001)
- Infidelity (2001)
- Invitation (2001)
- Jack And Jill (2001)
- Ladies Night Out 2 (2001)
- Let's Play Doctor (2001)
- Love Shack (2001)
- Mafioso (2001)
- Morgan Sex Project 5 (2001)
- Morgan Sex Project 6 (2001)
- Mrs. Right (2001)
- Nice Neighbors (2001)
- Once You Go Black (2001)
- Park Avenue (2001)
- Puritan Magazine 29 (2001)
- Rainwoman 15 (2001)
- Rainwoman 16 (2001)
- Restless (2001)
- Sexual Skinsation (2001)
- Shocking Truth (2001)
- Sin Under The Sun (2001)
- Slave Drivers (2001)
- Soiled Doves (2001)
- Sorority House Slaves (2001)
- Stringers 2 (2001)
- Tropic of Desire (2001)
- Virtual Blowjobs: In Your Face (2001)
- Wicked Sex Party 3 (2001)
- XXX 2: Predators and Prey (2001)
- XXXtortion (2001)
- 100% Blowjobs 3 (2002)
- Adult Video News Awards 2002 (2002)
- Ass Angels 3 (2002)
- Backstage Ass (2002)
- Barfly (2002)
- Breathless (2002)
- Cupid's Arrow (2002)
- Dark Sunrise (2002)
- Deep Inside Sydnee Steele (2002)
- Devinn Lane Show 3: Attack of the Divas (2002)
- Ecstasy Girls Platinum 2 (2002)
- Falling From Grace (2002)
- Firebox (2002)
- Fluffy Cumsalot, Porn Star (2002)
- Hercules (2002)
- Heroin (2002)
- Hidden Desires (2002)
- Hot Wheelz (2002)
- Makin' It (2002)
- My Father's Wife (2002)
- Real Female Orgasms 3 (2002)
- Sex Through the Ages (2002)
- Seymore Butts and the Girls Who Gobble Goo (2002)
- Something So Right (2002)
- Touched for the First Time (2002)
- Turning Point (2002)
- Wicked Sex Party 4 (2002)
- 100% Blowjobs 11 (2003)
- Island Girls (2003)
- Kink (2003)
- Lost And Found (2003)
- Saturday Night Beaver (2003)
- Suspicious Minds (2003)
- Award Winning Sex Scenes (2004)
- Flawless 2 (2004)
- Lickity Slit (2004)
- Love Hurts (2004)
- Pillow Talk (2004)
- Real White Trash 2 (2004)
- Say Aloha To My A-hola (2004)
- Ticket 2 Ride (2004)
- Brunettes Deluxxxe (2005)
- Clam Smackers (2005)
- Clusterfuck (2005)
- Doggy Style (2005)
- Dr. Lenny's Favorite Anal Scenes (2005)
- Eye Spy: Kira Kener (2005)
- Fetish World 5 (2005)
- Hind Sight is 20/20 (2005)
- Lick Clique (2005)
- Sucking the Big One (2005)
- Whore Next Door (2005)
- Breast Obsessed (2006)
- Missionary Impossible (2006)
- Butt I Like It (2007)
- Dicks Of Hazzard (2007)
- Potty Mouth (2007)
- So Naughty So Nasty (2007)
- Frosty The Snow Ho (2008)
- When MILFs Attack (II) (2008)
- POV Blowjobs 2 (2009)
- Cougar Safari (2011)
- Babe Buffet: All You Can Eat (2012)